# 진도거
진도거(陳道巨, 464년 ~ 538년)는 남북조시대 유송 시기의 관료로 진식의 후손이다. 본명은 진기(陳夔), 자는 소우(紹虞).

## 생애
464년 진맹공(陳猛公)의 아들로 태어났고, 유송이 멸망한 후 소제가 들어서자 태상경(太常卿)이 되었으며 소량이 들어선 538년에 사망하였다. 이후 손자 진패선이 남진을 건국하자 황조의흥효공(皇祖義興孝公)으로 추존되어 칠묘에 위패가 안치되었고, 진도거의 묘소를 수릉(壽陵)으로 추존하였다.

## 가족
- 부친: 진맹공(陳猛公)
- 아내: 육씨(陸氏), 어씨(於氏)
- 아들: 진문찬(陳文讚)
- 손자: 진패선(陳覇先)